# Pošte Srpske
Pošte Srpske (srp. Поште Српске), puni naziv Poduzeće za poštanski promet Republike Srpske (srp. Preduzeće za poštanski saobraćaj Republike Srpske a.d., Предузеће за поштански саобраћај Републике Српске а. д.), jedna je od triju tvrtki odgovornih za poštanske usluge u Bosni i Hercegovini. Druga dva poštanska operatera u zemlji su BH Pošta i Hrvatska pošta Mostar. Pošte Srpske posluju na području Republike Srpske. Prije rata u Bosni i Hercegovini, poštanske usluge na području SR BiH obavljala je Pošta Jugoslavije, tj. PTT. Međutim, početkom rata u Bosni i Hercegovini raspao se i poštanski sustav u BiH. Na početku sukoba dolazilo je do čestih oružani napada na vozila pošte i blokada prometnica, što je onemogućilo normalno obavljanje poštanske razmjene.

## Vanjske poveznice
- Službena stranica